# 山东历史
山东是汉文明发祥地之一。现已发现最早的山东古人类“沂源人”距今约40-50万年。北辛文化、大汶口文化、龙山文化等时期遗址在山东的发掘也显示了当时山东地区文明的高度发展。虞夏商时期，山东的东夷人创造了灿烂文化，并且与夏王朝不断的发生冲突和融合。早在夏代，山东地区已经进入了奴隶制社会，活跃于山东的商部落最终建立了商朝。周代，齐鲁等封国多年经营，山东地区的经济、文化水平都领先于当时的其他地区。秦朝大一统，山东历史融入整个中国历史之中。

## 舊石器时代至新石器時代

### 旧石器时代
在临沂市沂源县发现的沂源人化石，是山东地区已发现的最早的人类活动证据，沂源人距今约四五十万年，属旧石器时代。沂源人生活的年代属更新世中期，当时山东气候温暖湿润，森林茂密，草木丛生，人们主要靠采集和狩猎为生。除了沂源之外，山东其他地区也有旧石器时代文化遗址、遗存的发现，综合这些考古发现，可以推断出山东远古居民在旧石器时代早期从泰沂山区扩展到鲁南黄海岸边，中晚期则扩大到了胶东半岛和渤海岸边。
大约距今一万年前后，山东步入了由旧石器向新石器过渡的中石器时代。山东地区已发现的中石器时代地点主要集中于鲁南临沂地区和鲁西南的汶泗流域。临沂地区发现了临沂的凤凰岭、青峰岭，郯城的黑龙潭、马陵山等一百余处；汶泗流域的汶上、兖州、宁阳和嘉祥四县则发现了四十余处。:4-5

### 新石器时代
山东地区已发现的新石器时代文化遗址远多于旧石器时代和中石器时代的，共有数千处遗址，几乎遍及全省。山东地区的新石器时代被划分为后李文化（距今8400-7700年）、北辛文化（距今约7300-6100年）、大汶口文化（距今约6100-4600年）、龙山文化（距今约4600-4000年）和岳石文化（距今约4000-3600年）等不同的阶段。在这五个阶段中，除了最早的后李文化尚未发现与北辛文化的直接底层叠压关系，其余四个都有直接承继关系。
- 后李文化主要分布于山东泰沂山脉以北、小清河以南的冲积地带。
- 北辛文化在泰安、青岛[2]、莱芜[3]皆有发现，为母系氏族部落。
- 大汶口文化主要分布以泰山地区为中心的山东中、南部以及江苏北部的淮北地区，晚期遗址的分布更广，东起黄海之滨，西到河南东部，北至渤海南岸，南及淮北，安徽北部、河南中部也有受到该文化影响的遗存发现。
- 龙山文化是中国青铜器文化的形成期。[4]
- 岳石文化以泰沂山为中心，北起鲁北冀中，向南越过淮河，西自山东省最西部、河南省的兰考、杞县、淮阳一线，东至黄海之滨。属于城邦国家发展时期。

## 传说时代

### 三皇五帝
山东有很多古史传说，从地域上说，较早期的太昊、少昊等活跃在今鲁中南的丘陵地区；较晚期的蚩尤、颛顼、帝喾、虞舜、皋陶、伯益等活跃在鲁西北的平原地区及周边省份交界处。
太昊，风姓，东夷人的部落首领，太昊部落原活跃在鲁中南地区，后来少昊部落崛起，迁到今河南淮阳一带（春秋时为陈国）。《左传》记载“大皞氏以龙为纪”，春秋时的任、宿、须句、颛臾等国为太昊后裔。
堯禪位二十八年以後，以一百一十八歲（有說一百一十六或一百一十七歲）的高齡逝世，安葬於濟陰（山東定陶县）城陽。

### 夏代
夏代，今山东地区基本上还是由东夷人控制，鲁西南及靠近今河南、河北的地区深受夏文化影响，而山东其他地区及苏皖北部则是明显有别于夏文化的东夷文化。东夷各部族、方国的发展程度并不均衡，有的还停留在原始的氏族社会时期，而有的则曾在或已经步入了阶级社会阶段。充满氏族部落色彩的方国开始兴起，这些方国分散而相互独立，拥有相对固定的居住地和活动范围，夏代山东著名的部落方国有薛、蕃、有仍、有缗、三、顾、有莘、有穷、有鬲、过、寒、斟戈（灌）氏、斟寻氏、费氏、缯、杞氏、观氏等。

## 上古代

### 商代
夏代末年，商部落崛起。商部落早期曾以今山东西南部为活动中心。商的始祖契都于蕃（位于今山东枣庄滕州），相土东都在泰山下。商汤利用夏王朝与东方诸部关系破裂，联合东方诸族进行“景亳之会”，与东夷诸部建立起广泛的联盟，形成了以商汤为首，包括商部落和诸多东方部族的灭夏联军。据考古资料显示，商朝建立前商夷两大部落的关系融洽，在豫东杞县一带交错而居；早商时期，商文化在东部与东夷部落的岳石文化保持着夏末商初时的分布状态，而北、西、南三面则在持续扩张，说明了早商时期商夷两部的融洽关系得到了延续。
商初定都于亳（今属曹县），之后八次迁都，其中前两次在山东境内，分别为第五次由西而东迁至庇（今郓城），第六次迁到奄（今曲阜）。商王朝的统治区域比夏代广阔，方国也进一步增多。今山东境内的方国主要有奄、薄姑、诸、莒、郯、逢、画、顾、蜀、黎、莱、杞、缯、莘、任等。
山东西部作为商朝建立之前商部落的活动中心，商王朝建立后，也是其统治的中心区域之一，而山东东部则是东夷人统治的地方。先商及早商时期，商夷关系比较融洽，但仲丁之后的中商和晚商时期，商王朝与东方的各个东夷部落、方国发生了多次战争，商王朝的势力不断东进，但直至商朝灭亡，山东东部的大部分地域仍是东夷人的天下。为保证对降服商王朝的东夷人的统治，商王朝通过盟国奄国、薄姑国等对其进行管理。
中商时期，商夷关系出现转折，《竹书纪年》记载“仲丁即位，征于蓝夷”，《后汉书·东夷列传》记载“至于仲丁，蓝夷作寇。自是或服或畔，三百余年”。也就是说，自仲丁开始，商夷两部关系恶化，东夷部落对商王朝或服或叛，商王朝也改变了与东夷交好的传统，开始发动对东夷部族的战争。对该时期的考古中，商文化遗存开始在原属岳石文化的豫东和山东中西部地区普遍发现。商王朝首先占领了豫东和鲁西南地区；在今鲁北地区，商王朝则到达了济南一带，并在大辛庄一带建立了区域性中心聚落；在今鲁南地区，商王朝侵入今滕州一带，并在前掌大一带建立了区域性中心聚落。但整个中商时期，商王朝并未能够跨越小清河流域，山东东部和江苏北部的广大地区还是在东夷人的控制之下。
晚商时期，商王朝延续了仲丁以来对东夷政策，即持续对东夷的征伐战争。晚商甲骨文中涉及到的东夷部族有夷方（或称人方、尸方）、方夷（方方）、于夷（盂方）、白夷、黄夷等等。且甲骨文中保留了大量的从武丁到帝辛时期商王朝征伐人方的记载，其中尤其以帝辛时期的规模最大。由于夷方对商的不断侵扰，帝辛曾发动多次对夷方的征伐。据考证，李学勤等学者认为，夷方是位于今山东中东部的东夷人方国，都邑位于在淄河与潍河之间的鲁北地区。晚商早期，商人在鲁北地区取得一定优势，侵入弥河流域，鲁南并未东进。商文化和东夷人的珍珠门文化大致沿鲁北弥河-鲁山-泗河-滕州一线对峙。
随着中商时期，商王朝的东征，部分东夷部落开始商化。其中主要有三种形式：一是被征服后完全商化，如后来受商王朝直接控制的豫东地区；二是被征服后接受商文化但仍保持部分本地文化，如大部分臣服于商王朝的东土方国，商文化成为主体，各方国不同程度的保留了岳石文化的因素；三是未被商王朝征服的东夷方国或族群，主要分布于胶东半岛、鲁东南和苏北地区，其文化也深受商文化影响。

### 周代

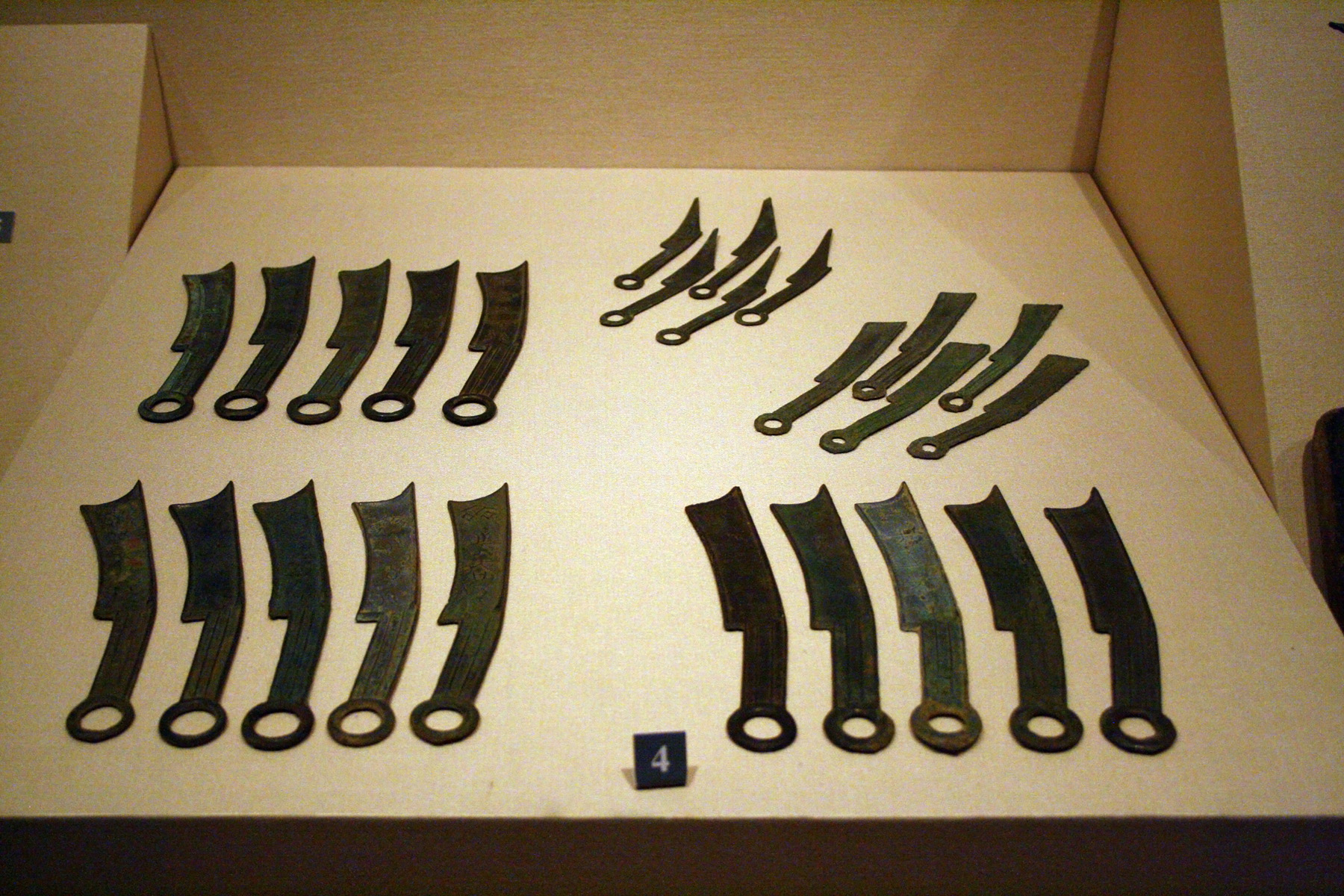
齐国的刀币

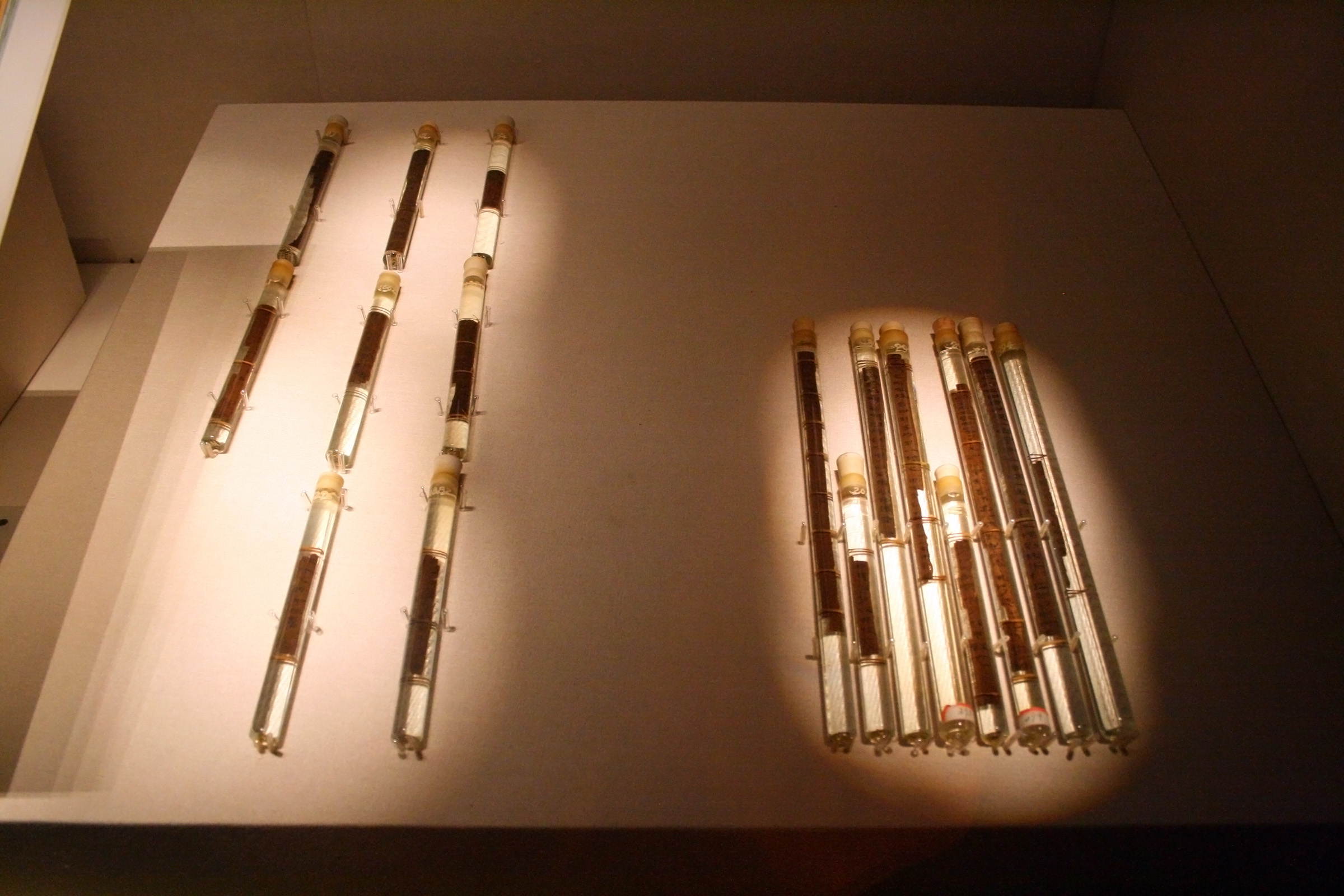
银雀山出土的《孙子兵法》竹简

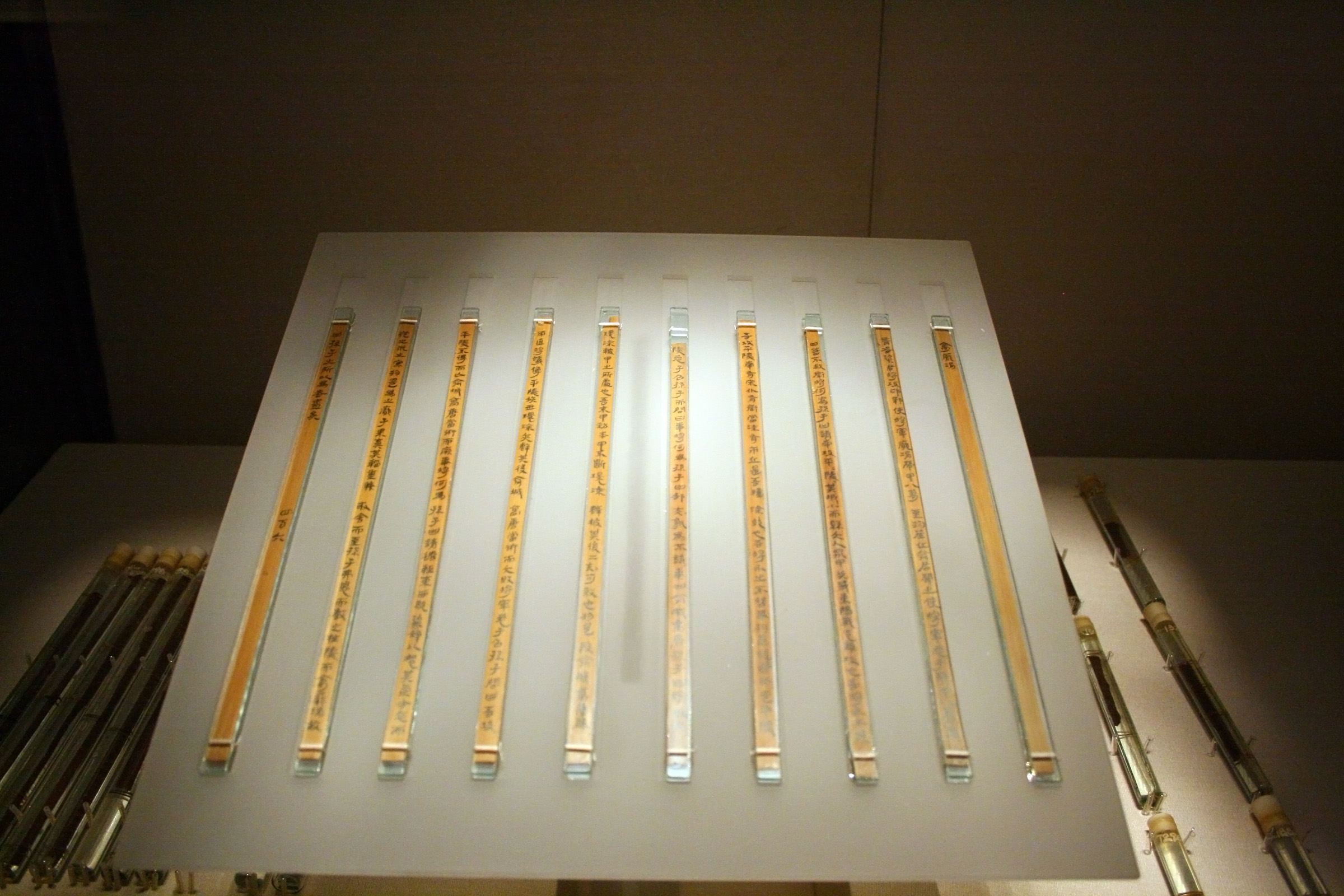
银雀山出土的《孙膑兵法》竹简

晚商时期，商王朝对东夷人的征伐严重削弱了王朝的实力，激化了社会矛盾。周人联合各地诸侯发起伐商之战，推翻了商朝末代君主帝辛，周王朝建立。为巩固其在各地的统治，周王朝实行了“封建亲戚以蕃屏周”的大分封制度，位于今山东地区的重要封国有齐、鲁、郕、曹、滕、郜等。其中尤以齐鲁两国的影响最大，使山东在后世仍有“齐鲁大地”的称法。
齊國定都临淄，據《左傳·僖公四年》，其疆域「東至于海、西至于河（黃河）、南至于穆陵（今沂水与臨朐交界處）、北至于無棣（今河北鹽山）」。齊國「通商工之業、便魚鹽之利，而人民多歸」，融合「東夷文化」、「因其俗，簡其禮」，「舉賢而尚功」，務實革新、兼容并包，國力相當鼎盛。齊國的工商業與技術如紡織業也非常發達，有「冠帶衣履天下」的美譽。
魯國都於曲阜，其疆域在《詩·魯頌·宫》中描述為「泰山巖巖、魯邦所詹。奄有龜蒙、遂荒大東。至于海邦、淮夷來同」。魯國秉承周朝禮樂典儀，「尊尊而親親」，農業發達，是尊尚仁義、傳統、倫理、人和的「禮儀之邦」。
齊魯文化對中華文化的形成發展有大量貢獻及深遠影響。生于魯都曲阜的孔夫子在這裡創始了儒家思想，成為後來中國社會框架與價值觀的基石。孟子、莊子、孫子、墨子、魯班、扁鵲……等等都是齊魯兩國對中華文明多方面貢獻的傑出代表。
春秋時期，山東境內還有其他許多小一些的諸侯國，僅見於《左傳》的就有55國之多，其中疆域及影響較大的有萊、莒、滕等國，他們後來多被齊、魯兩國併吞。周公东征三年，扑灭纣王子武庚联合东夷各部的反叛，齐、鲁遂兼并奄、薄姑等国。姜太公又攻灭莱国，齐国势力扩张至胶东半岛。進入戰國時代，齊國成為七雄之一；而今日山東的大部分地區都由齊、魯兩國占有。公元前249年，楚國攻佔魯國；公元前223年，秦國攻陷楚國。及至公元前221年，齊國成為最後被秦國吞併的諸侯國。中國首次實現統一，齊魯之地從此成為中國的有機組成部分。

## 近古代

### 秦代

秦代位于今山东地区的郡

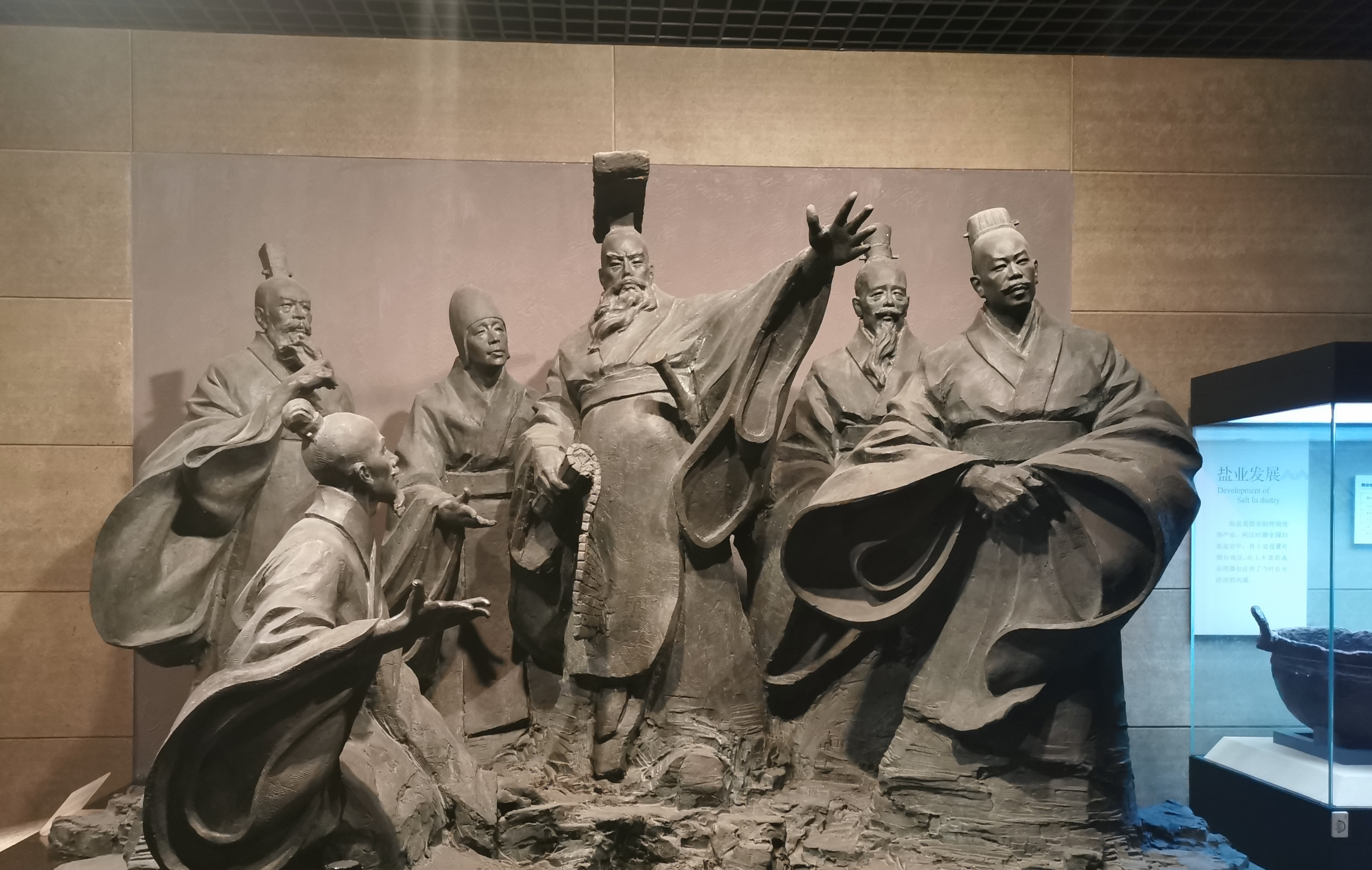
煙台市博物館內描繪秦始皇帝東巡的雕塑

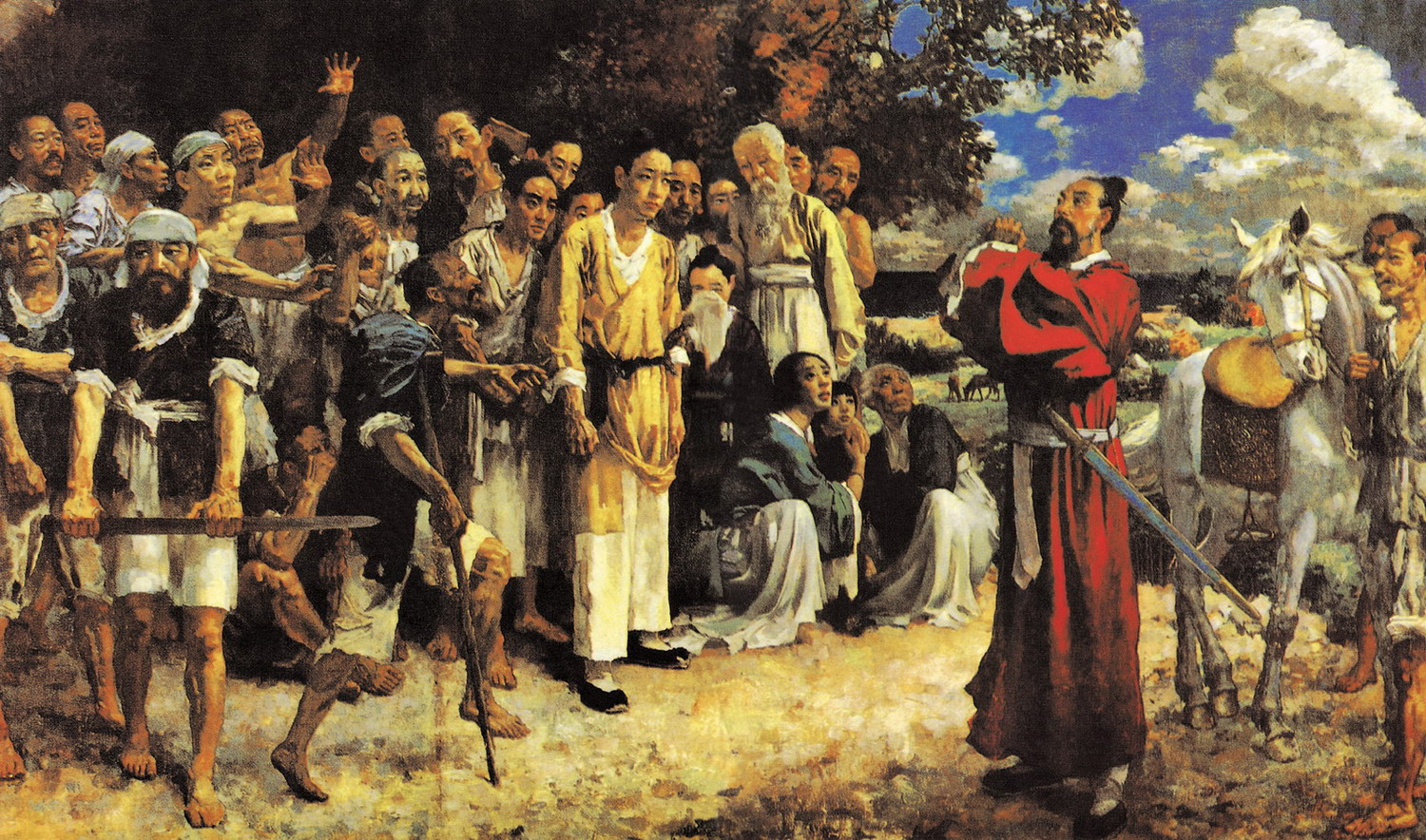
徐悲鸿画作《田横五百士》

秦朝全国实行郡县制，今山东省境内和跨有山东境的郡主要有临淄郡、琅邪郡、济北郡、胶东郡、薛郡等11个。为加强对山东的统治，秦始皇下令将齐国旧贵族及豪富迁徙到咸阳、巴蜀等地，拆毁了齐长城，修筑了直通咸阳的驰道，促进了山东与其他地区经济文化交流。秦朝统一文字，齐国的古文字被废除，加快了山东语言文化与其他地区的趋同。
秦代初年，山东知识分子也多与秦王朝合作，如齐人淳于越、薛人孙叔通、孔子九世孙孔鲋等都在咸阳做了博士。但由于秦王朝主张法家，而齐鲁多是儒士，两者在思想和政治上存在巨大的分歧。另外，由于秦始皇追求长生，燕、齐等地的方士也有很多在秦朝做官。“焚书坑儒”后，咸阳幸免于难的儒生、方士纷纷逃亡，其中如孙鲋、孙叔通等人加入了农民起义军反抗秦朝暴政。
秦始皇曾五次出巡，其中三次到今山东地区：前219年，秦始皇第二次东巡到今山东地区，到泰山封禅，建筑了琅邪台；前218年，到芝罘、琅邪等地；前210年，再次到芝罘、琅邪等地，并在死在了归程。秦始皇多次出巡山东，说明了他对山东的重视及对长生的追求。
秦二世元年（前209年）七月，陈胜、吴广起义在大泽乡（今属安徽省）爆发后，彭越在昌邑（今属菏泽巨野）起义反秦并迅速壮大，成为秦末的一直重要武装；刘邦自沛县（今属江苏徐州）起义，鲁南的一部也是他的活动范围。同时反秦的还有六国的旧贵族势力，楚国名将之后项梁、项羽叔侄在吴中起义后，一路北上；田齐宗族田儋和堂弟田荣、田横起义，田儋自立为王，占领了原齐国地域。
秦二世二年（前208年）六月，秦将章邯在临济围攻魏王魏咎，前来救援魏国的田儋被章邯所杀。齐国人拥立田齐亡国君主齐王建的弟弟田假为王，田荣率齐军残部逃往东阿，章邯撤军后，田荣发兵赶走了田假，佣立田儋之子田巿为齐王。追击章邯的项羽希望齐、赵发兵支援。齐国因故拒绝了，最后楚军兵败定陶，项梁被杀，田荣因而与项羽结怨。次年（前207年），项羽在巨鹿大败秦军，接着秦朝灭亡，项羽分封天下诸侯，将齐地分为齐、济北、胶东三国，将齐王田巿改封为胶东王，定都即墨；封田都为齐王，定都临淄；封田安为济北王，定都博阳。田都原为田荣手下将领，项羽救赵时，田都就开始跟随项羽，后随项羽入关所以被封为齐王；田安是原齐王建的孙子，在项羽渡河救赵时，田安攻下济北的数个城池，率军归附项羽，所以项羽封田安为济北王。田荣则因为曾不肯出兵助楚、赵攻秦，没有得到封王，因此怨恨项羽。
分封诸侯之后，诸侯都前往各自封国。田荣反叛，发兵将田都赶到了楚国。田荣让田巿留守齐都临淄，不让他前往胶东就任胶东王。但田巿因惧怕项羽而前去就任，田荣因此大怒，追杀到即墨将田巿杀死，还消灭了济北王田安。田荣自立为齐王，统一了整个齐地。之后，项羽北伐齐国。田荣兵败逃往平原，被平原人杀死。然而项羽在齐地大肆烧杀不得人心，田荣弟弟田横率收集的数万散兵在城阳反击项羽。而且此时，楚国首都彭城被汉王刘邦攻陷，项羽被迫撤离齐国。田横得以收复齐国城池，田横立田荣的儿子田广为齐王，自己出任齐相，把持政务。楚汉两军交战，刘邦派郦食其出使齐国劝其归附汉国，在齐国同意归附后，汉将韩信袭击了放松了对汉军防备的齐国，一直攻入齐都临淄。齐王田广烹杀了郦食其后败走高密，田横逃往博阳，后来田广被俘后遇害，田横自立为王后又被灌婴击败，逃往梁地归附彭越。不久韩信平定了齐国。
汉四年（前203年），韩信最终平定齐地，以齐地未稳为由，向刘邦索要代理齐王的地位。当时正被楚军围困在荥阳的刘邦随勃然大怒，但还是无奈封韩信为齐王。后来，项羽派人劝韩信反汉，被韩信拒绝，而且蒯通要韩信独立来防止最后落得兔死狗烹下场的建议也没有受到韩信的重视。后来，韩信率军帮助刘邦击败了项羽，而刘邦则突然袭击齐军，夺了韩信的军权。汉五年，改封韩信为楚王。刘邦听说已经逃到一个海岛上的田横身边仍有很多齐国贤才，任其在海中存在后患，于是遣使赦免田横的罪并且召他入朝。田横在快到洛阳的时候自杀了，刘邦以诸侯王的丧礼安葬了田横。

### 汉代
楚汉战争后期，韩信自赵攻齐，被刘邦封为齐王，领有田齐旧地。项羽派龙且联合旧齐势力攻韩信失败后，齐地逐步为汉势力所控制。在战胜项羽之后，刘邦夺取了韩信的军队，基于山东地区的重要性，刘邦移封韩信为楚王，原齐国领土直属汉朝，有临菑、济北、胶东和琅邪四郡。汉五年（前202年），刘邦称帝，次年（前201年），刘邦封其庶长子刘肥为齐王，领有领临菑郡、博阳郡、济北郡、胶东郡、胶西郡、琅邪郡、城阳郡七郡七十三县，其中，博阳郡是从济北郡分出的，胶西郡和城阳郡是从琅邪郡分出的。
山東素有「膏壤千里」的美譽，早期就有發達的農業與手工業，秦漢以來，成為中國的經濟中心之一。山東的糧食不斷沿黃河西溯，供應關中。西汉時期，山東地區有1700餘萬人、390餘萬戶，接近全國人口的三分之一，也是人口密度最高的地區之一。山東是漢代「丝绸之路」的源頭之一，臨淄、定陶、亢父（今济宁）是全國的三大紡織中心，大量精緻的紡織品自此源源不斷地輸往西域。

### 隋唐五代

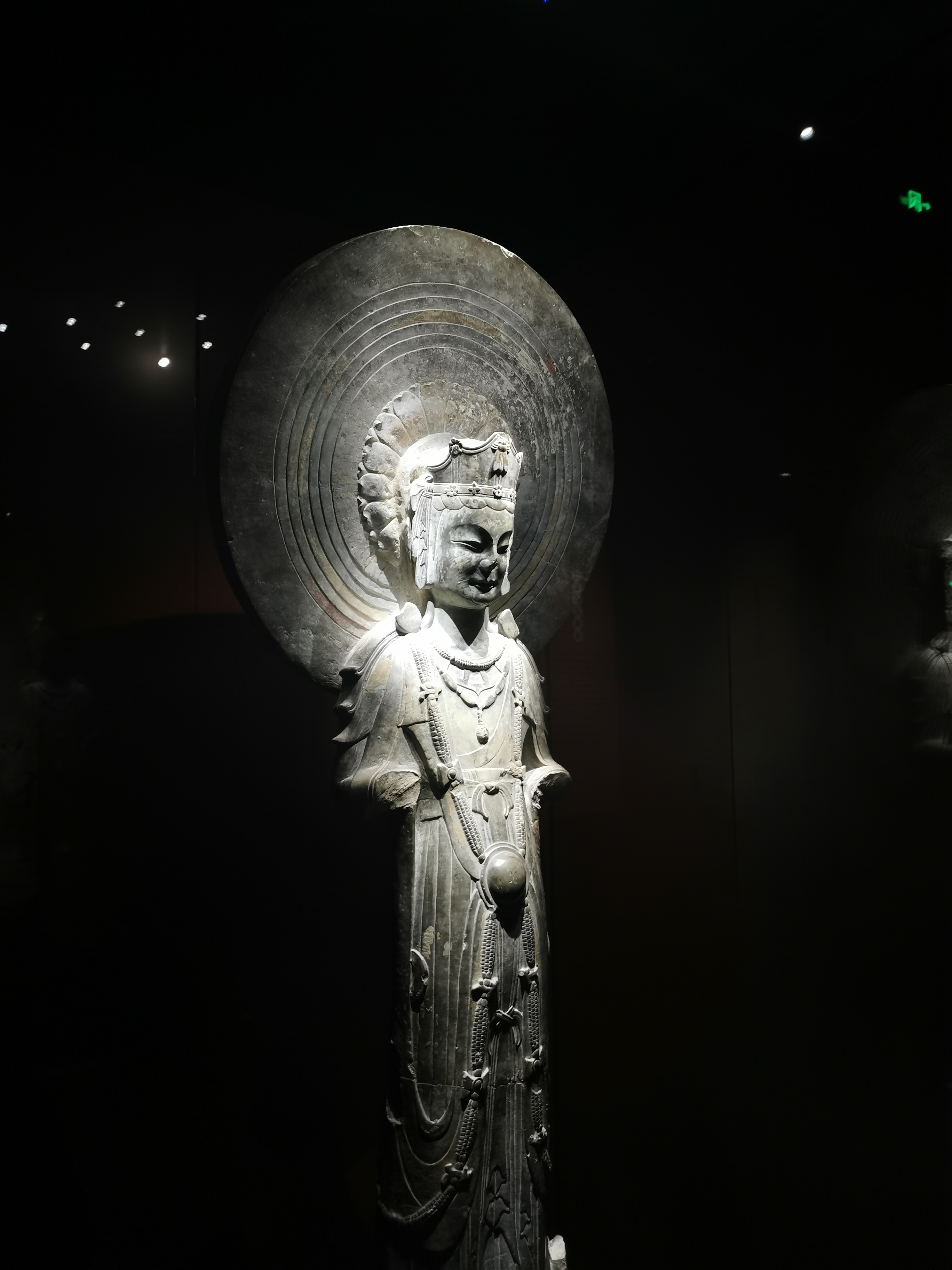
青州出土的北魏時期佛造像

至隋朝初年，山東地區的戶數占全國總數的21%。到唐代，山東恢復發展。当时主要属于河南道。開元天寶年間，每年都有幾百萬石的粟米運至關中，而青、齊（今青州、濟南）等地的物價仍遠低於中國其他地方。唐代兖州的鏡花綾、青州的仙紋綾，都是馳名全國的精美織品。至唐後期，戰亂又起。

### 宋金元
至道三年(997)定天下为15路，今山东属于京东路。熙宁五年（1072年）正式分京东路为京东东、京东西二路。 山东大部属于京东东路，鲁西南属于京东西路。
北宋时期，宋江等人在梁山造反，这个故事后来被写进《水浒传》。
建炎年间全境沦于金国，京東東路和京东西路建制废除。金国在此设置山东东路和山东西路，元朝在此设置中书省山东东西道宣慰司。
金元時期，剝削嚴重，加上受到不斷的外來侵擾及野蠻統治，社會與經濟處於滯退狀態。到元代，山東只有126萬人、38萬戶，與金代相比，人數減少約87%、戶數減少約75%，更不及西漢時期的十分之一。

### 明清
明朝初年，开始设立山东省（当时包括辽宁）。明初光復時，山東「多是無人之地」，政府獎勵人民墾荒。到洪武二十六年（1393年），山東的耕地面積有7240餘萬畝，是北宋時期的2.4倍，居全國第三位。山东白莲教女首领唐赛儿叛乱。1421年永乐皇帝迁都北京以后，京杭大运河沿线的济宁和临清由于漕运的发展而繁荣起来。然而由于经历小冰期（约1550年至1770年），粮食减产、饥荒连年，再加朝廷苛政，明朝农民叛亂此起彼伏。1633年，明朝将领孔有德、耿仲明等率军从山东登州到辽东投奔满清，后随清兵入关。到崇祯十三年（1640年）后，山东民变愈演愈烈，明朝派朱大典出兵镇压，山东人口锐减。
到清朝康熙年間，山东的农业逐步得到恢复，耕地達到9000餘萬畝，重新成为中国的人口大省之一。1668年（康熙七年）7月25日山东省发生郯城大地震，震中烈度高达XII度，造成约5万人死亡，占当时人口总数约千分之三。而自顺治元年（1644年）至鸦片战争（1840年）近200年间，山东发生有记载的水、旱、蝗、雹、地震等自然灾害达五十次左右。

## 近现代

### 清朝后期

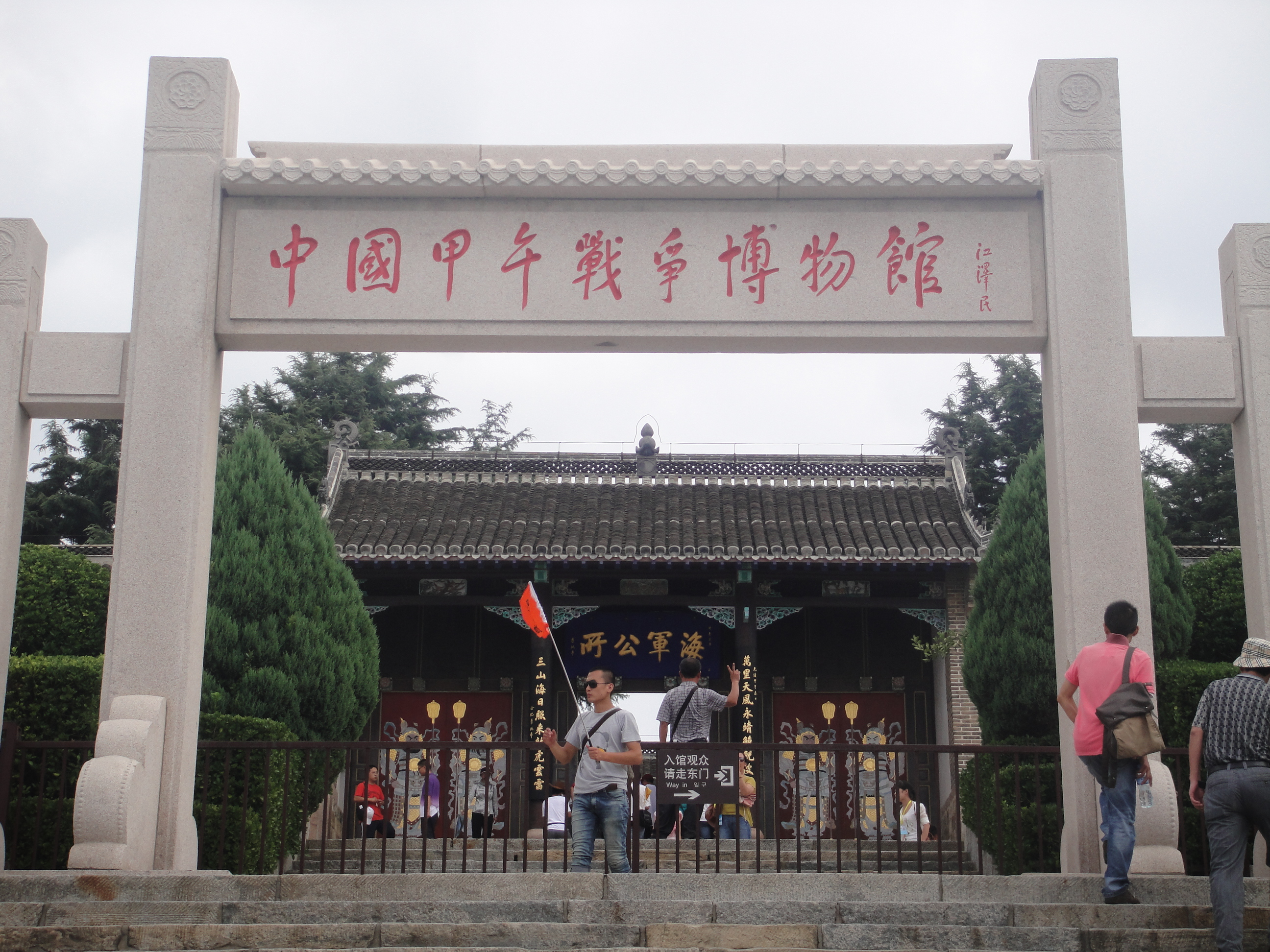
位于威海市刘公岛的中国甲午战争博物馆。刘公岛曾是北洋水师的基地

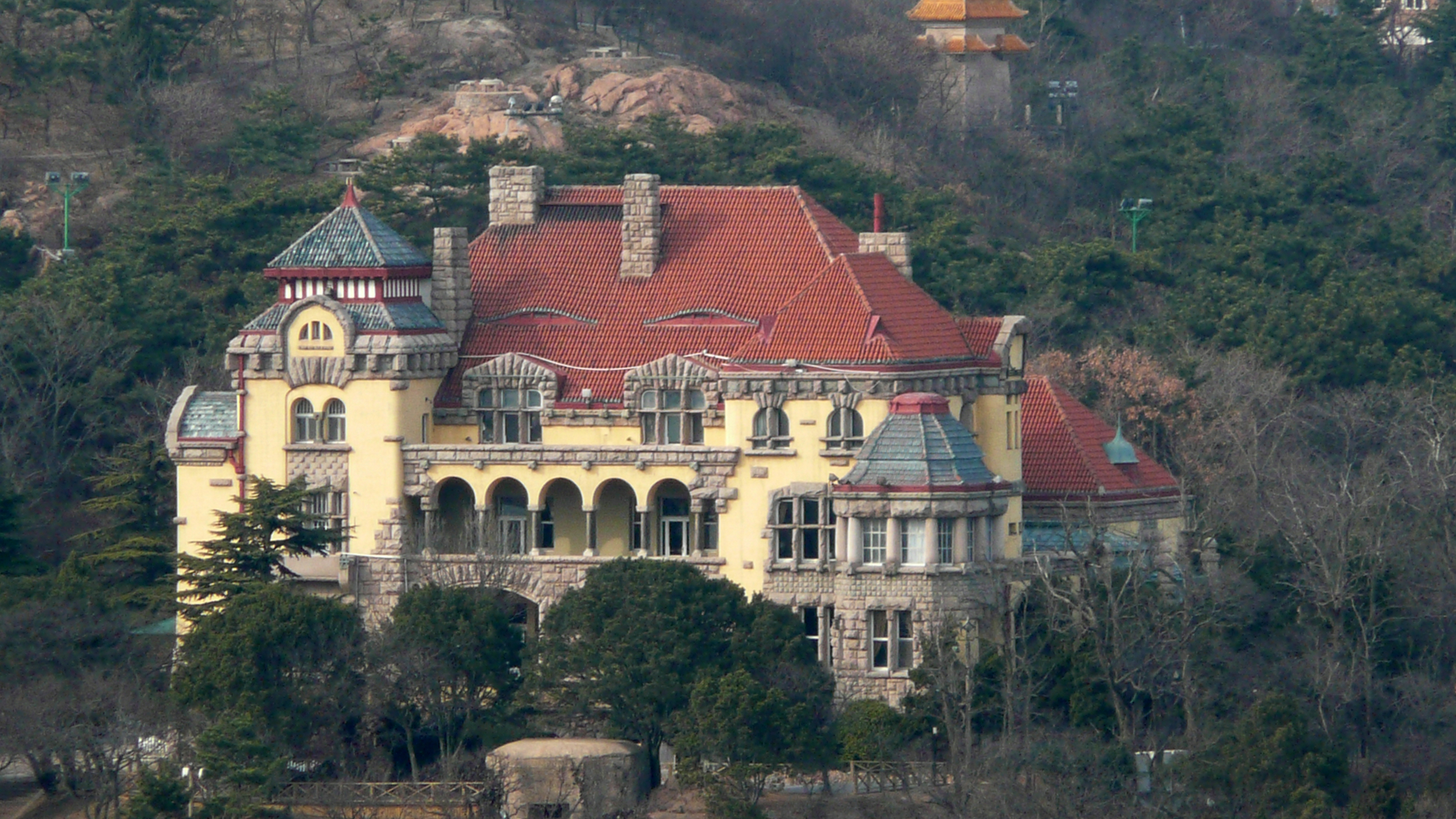
位于青岛市的胶澳总督官邸是德国殖民青岛时期总督的住所

1855年，黄河北迁，恢复从山东入海。此后，山东段的京杭大运河逐渐淤废，济宁、临清和东昌（聊城）等城市也迅速衰退下去，大批运河工人失业。
1860年代，烟台成为山东第一个开放口岸。当时，海运成为中国南北交通的主要方式，烟台也迅速繁荣起来。
1895年，在甲午战争中，日军攻占威海，北洋海军全军覆没。
1898年，青岛和威海分别租借给德国和英国，威海始终只是一个海军基地，青岛则在德国和日本的殖民统治下发展成北方重要的工商业城市。
德国还修筑了从青岛通往济南的胶济铁路（1905年），和津浦铁路的北段（1911年），把山东当作自己的势力范围。胶济铁路沿线的济南、潍县（潍坊）和周村都成为自开商埠，城市有很大发展。
山东也是西方传教士在华传教的重点省份。19世纪，天主教在山东省开辟了南境、北境和东境3个教区，主教座堂分别位于兖州、济南和烟台。山东南境教区由德国圣言会负责，北境和东境教区由意大利和法国方济各会负责。基督教（新教）方面，则同时有许多差会立足山东，包括来自美国的美北长老会、美南浸信会、美国公理会、美以美会，来自英国的英国浸礼会、圣道公会、圣公会、普利茅斯弟兄会、中国内地会，以及德国信义会。美北长老会在登州（蓬莱）创办了中国最早的现代高等学府——登州文会馆（济南齐鲁大学的前身）。1899年，义和团从山东兴起，攻击遍布全省的西方传教士。
清末，面对俄国和日本的威胁，东北终于向汉族移民开放，加上民国初年张作霖的鼓励措施，在100年间有为数上千万的山东农民从海陆两路闯关东谋生，成为今天东北人口中的重要组成部分。
1849年到1911年间，有57年因黄河、京杭大运河决口引起洪灾，并有多年为旱涝并发，甚至还同年发生旱灾、虫灾、涝灾。

### 中华民国

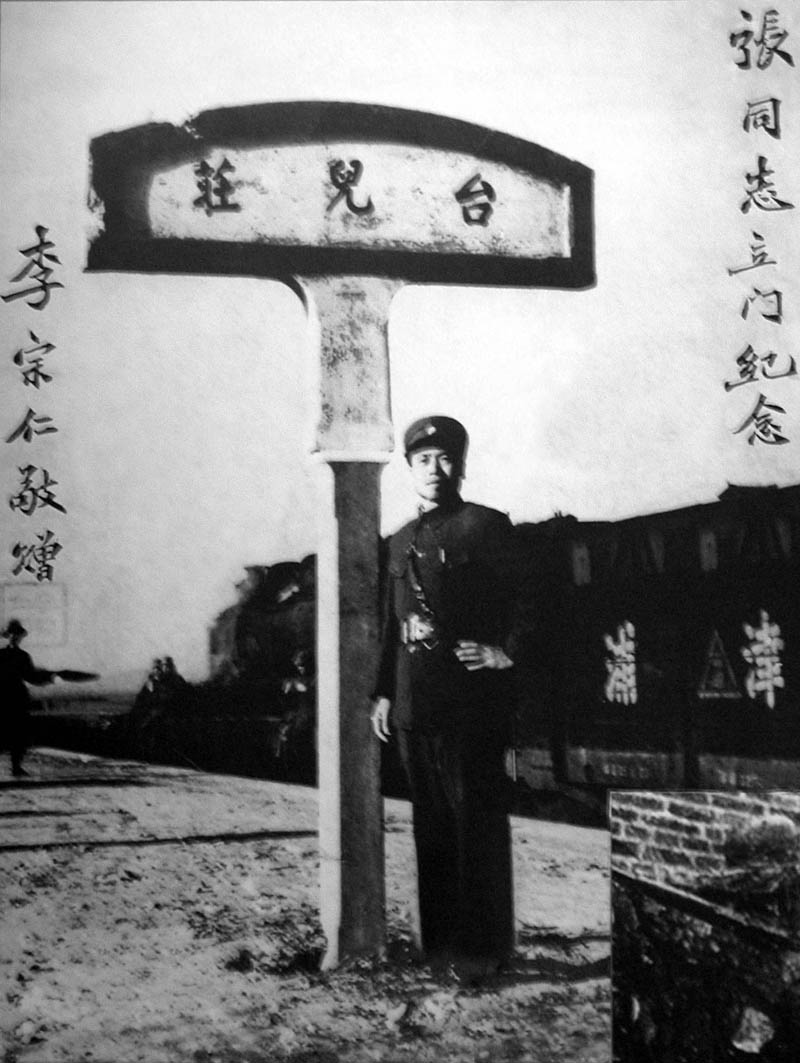
台儿庄战役指挥官李宗仁

1914年，第一次世界大战爆发，日军从胶东半岛北部登陆，包围青岛。经过激战，最终从德国手中夺取了青岛。1919年巴黎和会对青岛的处理方案引发了中国学生的激烈抗议——五四运动。1922年华盛顿会议后，日本将青岛归还中国。1928年5月國民革命軍北伐期間途經濟南，遭日軍製造五三慘案，中國談判代表蔡公時慘遭日軍殺害。1930年，國民政府設立青島為院轄市，同年通过外交谈判，从英国手中收回威海。
1937年－1945年的抗日战争中，日军占领了山东的铁路和城市，共产党则在农村建立起沂蒙山、胶东等解放区。1938年國軍於山東的台兒莊締造台兒莊大捷，為抗戰初期國軍對日作戰首次獲得較大地的勝利。
1945年抗日战争勝利後，共产党八路军掌控了山东省大部分地区，在临沂建立了省级政权，而重慶國民政府接收人員則主要接收掌控大城市。国共内战爆发后，國民政府軍隊曾攻下部分縣市，1947年5月，陈毅的华东人民解放军在孟良崮全歼中央军精锐部队张灵甫74师。1947年11月，中華民國國民政府於可掌控的範圍內舉行了第一屆國大代表選舉，1948年1月又選舉出第一屆立法委員。1948年9月24日，陈毅的部队攻占济南，在寿光俘虏逃往青岛途中的山东省主席王耀武。1949年6月2日，美军从青岛撤退后，解放军进驻该城。

### 中华人民共和国
中華人民共和國成立初期，山東西部、河南北部、河北南部新成立平原省，包括今山東省菏澤、聊城等地，1952年撤銷該省，將其轄區併入山東、河南。江苏省的徐州和连云港一度也属于山东管辖。1959-1961年，山东省是三年大饥荒时期中最严重的几个省份之一，尤以黄河流经的鲁西北地区最为惨烈。据官方人口统计，山东省在1959、1960两年中，人口净减少234万。
1966年8月25日，青岛发生了干部、工人群众与青岛三大院校部分学生对立的“青岛事件”，为山东“文革”拉开了序幕。

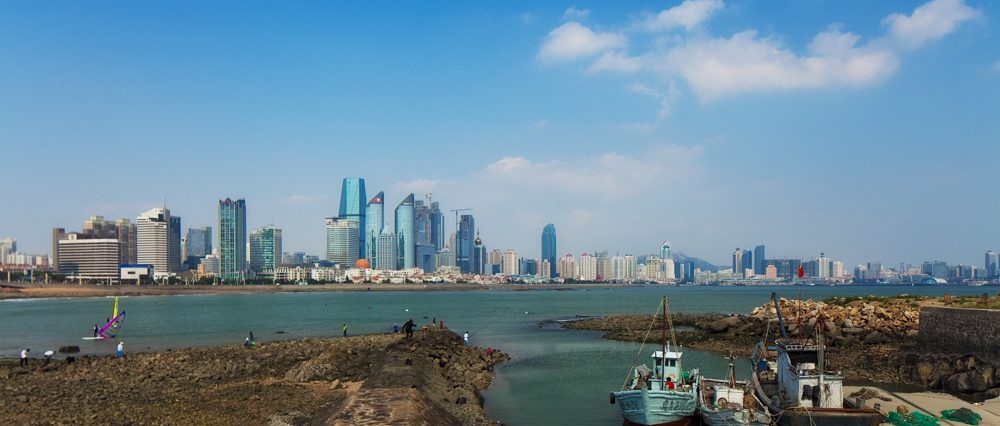
青岛天际线

1978年改革开放以后，山东尤其是东部沿海地区经济有较大发展。到1986年，全省乡镇企业总产值第一次超过农业总产值。2004年工业产值和利润首次超过广东成为中国第一工业大省。2008年8月和9月，青岛作为北京的伙伴城市，举行第29届夏季奥林匹克运动会和第13届夏季残疾人奥林匹克运动会的帆船比赛。2009年济南承办了中华人民共和国第十一届全运会。2010年7月16日，德国总理默克尔访华，中国商务部与德国经济和技术部签署《关于共同支持建立中德生态园的谅解备忘录》，双方确定支持在青岛经济技术开发区内合作建立中德生态园。2011年，《山东半岛蓝色经济区发展规划》获批。2014年6月3日，国务院正式批复在黄岛区设立国家级新区青岛西海岸新区。